# Perspektywa renesansowa
Perspektywa renesansowa - czasami stosowana w teatrze i filmie, rzadziej w architekturze. Wzmacnia efekt iluzji przestrzeni tak, że płytka scena wydaje się głębsza.